# Carla Accardi

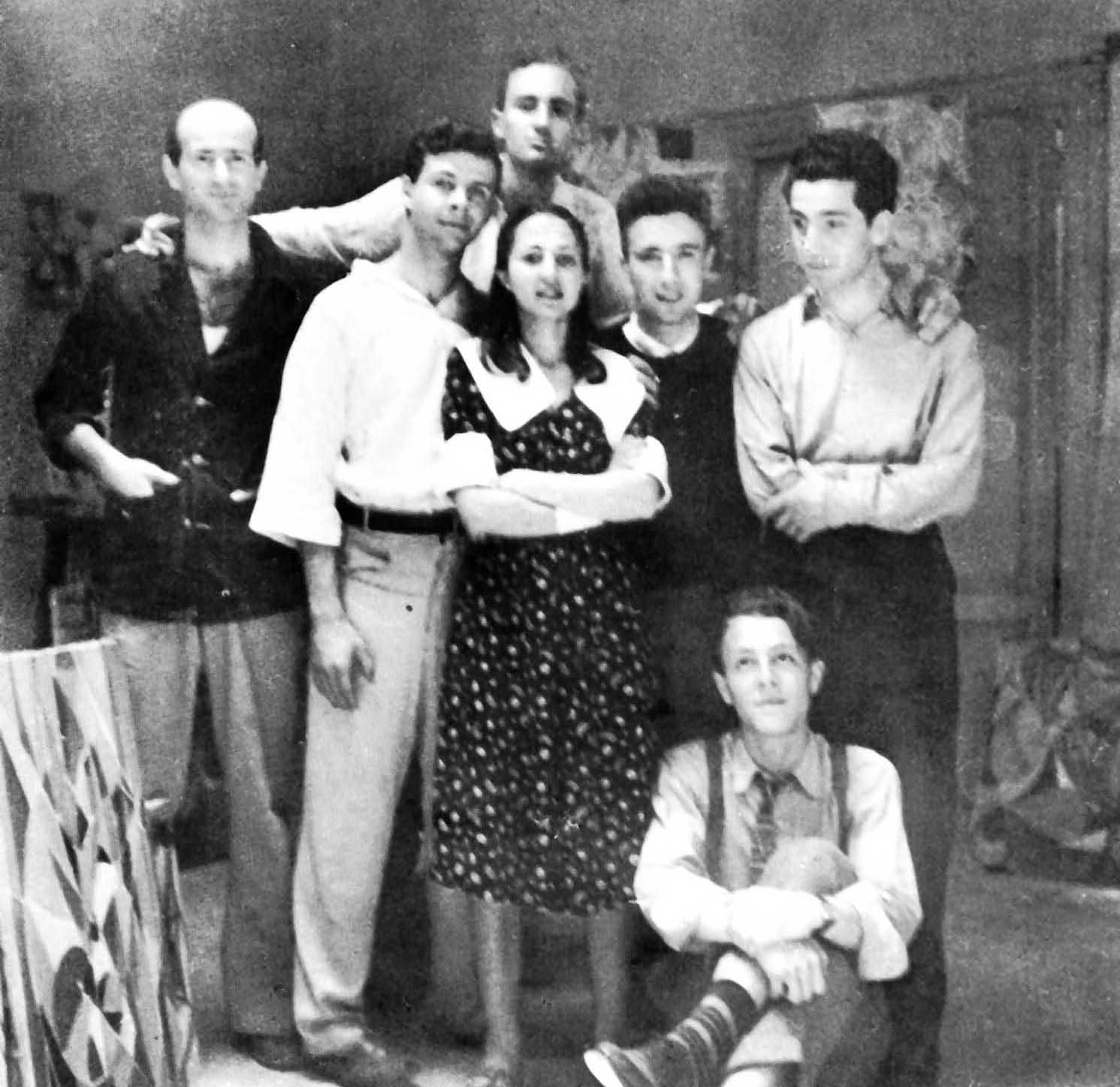
Carla Accardi en el grup Forma 1.

Carla Accardi, també coneguda com Carolina Accardi (Trapani, 9 d'octubre de 1924 – Roma, 23 de febrer de 2014) va ser una pintora abstracta italiana.
Va estudiar belles arts a Palerm i Florència abans de mudar-se a Roma al 1946, on amb el seu marit Antonio Sanfilippo i els seus amics Pietro Consagra, Mino Guerrini, Ugo Attardi, Achille Perilli, Giulio Turcato i Piero Dorazio va fundar el grup artístic “Forma 1”. La seva obra va tenir gran repercussió a França gràcies al crític Michel Tapié.